# Dietzenbach

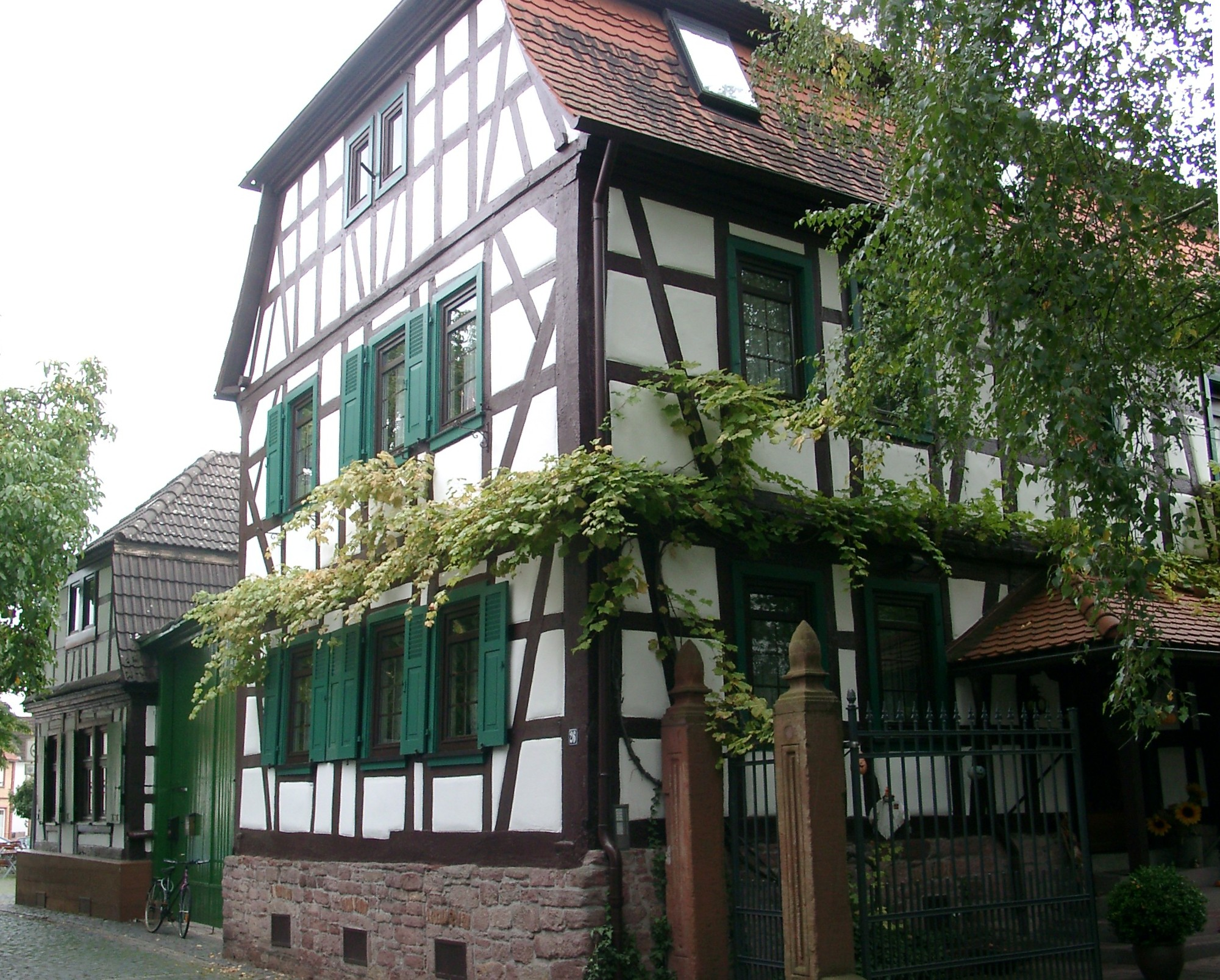
Domy na starym mieście

Dietzenbach – miasto powiatowe w Niemczech, w kraju związkowym Hesja, w rejencji Darmstadt, siedziba powiatu Offenbach.

## Współpraca
Miejscowości partnerskie:
- Kościukowicze, Białoruś
- Masaya, Nikaragua
- Neuhaus am Rennweg, Turyngia
- Oconomowoc, Stany Zjednoczone
- Rakovník, Czechy
- Vélizy-Villacoublay, Francja